# Nickelsmühle (Schollbrunn)

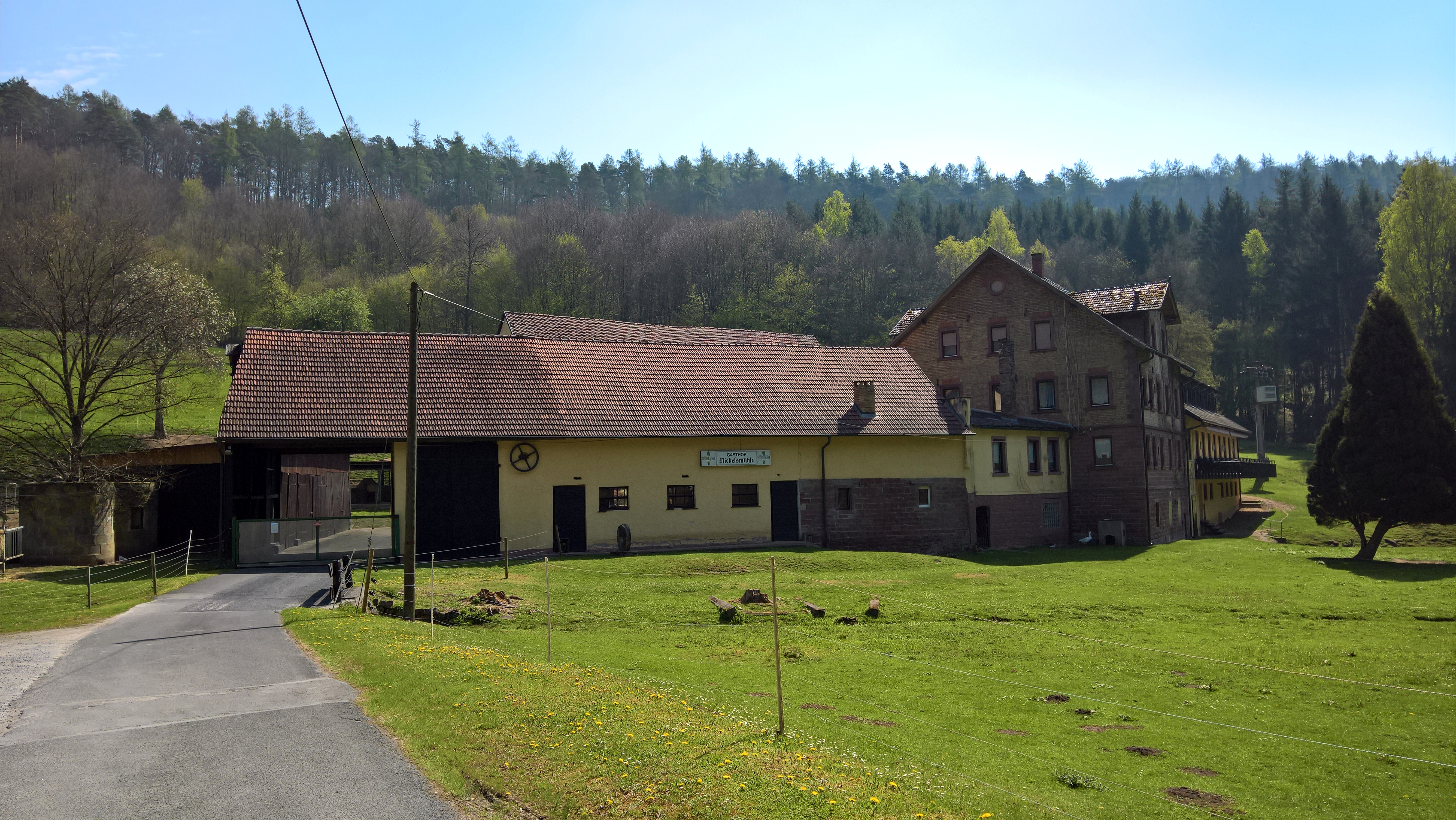
Blick auf die Nickelsmühle, davor der Haslochbach

Nickelsmühle ist ein Gemeindeteil der Gemeinde Schollbrunn im unterfränkischen Landkreis Main-Spessart in Bayern.

## Geographie
Durch die Einöde fließt der Haslochbach, der in Hasloch in den Main mündet. In der Karte der Grafschaft von Wertheim, aus dem Jahr um 1618, ist sie als Langmül aufgeführt. Wenige Dutzend Meter nach der Nickelsmühle wendet sich das bisher Nord-Süd liegende Haslochtal Richtung Westen in die Höhenlagen des Spessart; nördlich liegt der Rehberg, auf dessen zum Tal liegenden Sporn der Burgstall Reinstein liegt.